# 李斯特纪念奖
“李斯特紀念獎”香港國際鋼琴公開賽 是一项每两年在香港举办一次的国际性钢琴比赛。

## 简介
此国际性钢琴比赛是香港国际音乐家协会2011年为纪念“钢琴之王”李斯特·费伦茨而创立的，赛事的特色之一是，评判团会根据参赛者的实际表现来评定每个组别的一至五名,若他们认为某一奖项无人有足够资格获奖，便会从缺，而不会有递补者；特色之二是比赛期间举办李斯特·费伦茨主题音乐会、李斯特·费伦茨作品解析讲座。

## 历程
- 2011年：第一届  [2]
- 2012年：第二届  [3]
- 2014年：第三届 [4]
- 2016年：第四届  [5]
- 2017年：加盟国际赛事基金会(AAF) [6]